# Zhang (Fang)
Kaiserin Zhang (chinesisch 張皇后, Pinyin Zhāng Huánghòu, Geburtsname unbekannt) war eine Kaiserin der Wei-Dynastie zur Zeit der Drei Reiche. Sie war die zweite Gemahlin des dritten Wei-Kaisers Cao Fang.
Wenig ist über sie bekannt. Ihr Großvater Zhang Jì (張既) war der Gouverneur der Liang-Provinz (heutiges Gansu), und ihr Vater Zhang Jí (張緝) war Gouverneur einer Kommandantur. Sie wurde 252 zur Kaiserin erhoben. Zu dieser Zeit war ihr Großvater schon verstorben, aber ihr Vater wurde zum Minister befördert. Ob sie eine kaiserliche Konkubine war, bevor sie zur Kaiserin erhoben wurde, ist unklar.
Im Jahre 254 klagte der mächtige Sima Shi, nachdem er Cao Fangs Vertrauten Li Feng (李豐) getötet hatte, Zhang Jí und seinen Freund Xiahou Xuan (夏侯玄) ungerechtfertigt des Verrats an und ließ sie mitsamt ihren Sippen hinrichten. Einen Monat später wurde Cao Fang gezwungen, Kaiserin Zhang abzusetzen. Ihr weiteres Schicksal ist ungewiss, obwohl sie wahrscheinlich eher unter Hausarrest gestellt statt, wie ihre Familie, hingerichtet wurde.
| Vorgänger | Amt                                 | Nachfolger |
| --------- | ----------------------------------- | ---------- |
| Zhen      | Kaiserin von China (Norden) 252–254 | Wang       |

| Personendaten    | Personendaten                         |
| ---------------- | ------------------------------------- |
| NAME             | Zhang                                 |
| ALTERNATIVNAMEN  | 張皇后 (chinesisch)                   |
| KURZBESCHREIBUNG | chinesische Kaiserin der Wei-Dynastie |
| GEBURTSDATUM     | 3. Jahrhundert                        |
| STERBEDATUM      | 3. Jahrhundert                        |